# Rietheim-Weilheim
Rietheim-Weilheim település Németországban, azon belül Baden-Württembergben. Lakosainak száma 2932 fő (2023. december 31.). Rietheim-Weilheim Balgheim, Dürbheim, Wurmlingen, Seitingen-Oberflacht, Hausen ob Verena és Spaichingen községekkel határos.

## Népesség
A település népessége az elmúlt években az alábbi módon változott:
| Lakosok száma | 1687 | 1992 | 2160 | 2253 | 2287 | 2458 | 2552 | 2665 | 2656 | 2932 |
|               | 1961 | 1967 | 1974 | 1980 | 1987 | 1993 | 2000 | 2006 | 2013 | 2023 |